# Nuncjatura Apostolska na Węgrzech
Nuncjatura Apostolska na Węgrzech – misja dyplomatyczna Stolicy Apostolskiej na Węgrzech. Siedziba nuncjusza apostolskiego mieści się w Budapeszcie.

## Historia
Po odzyskaniu niepodległości przez Węgry oraz uspokojeniu się sytuacji w państwie, papież Benedykt XV powołał w 1920 przedstawicielstwo Stolicy Świętej na Węgrzech. Zlikwidowane ono zostało w 1945 po przejęciu władzy w państwie przez komunistów.
Podczas II wojny światowej Nuncjatura Apostolska na Węgrzech brała udział w ratowaniu Żydów po wkroczeniu do kraju wojsk niemieckich. Ówczesny nuncjusz abp Angelo Rotta wielokrotnie interweniował w imieniu Żydów u władz węgierskich. Za wydanie zgody na wystawienie kilku tysięcy paszportów Watykanu dla Żydów został uhonorowany tytułem „Sprawiedliwy wśród Narodów Świata” przez Instytut Jad Waszem.
Po upadku władzy komunistycznej na Węgrzech wznowiono wzajemne stosunki dyplomatyczne. 28 marca 1990 papież Jan Paweł II mianował pierwszego powojennego przedstawiciela Biskupa Rzymu w Budapeszcie.
W latach 1994–2003 nuncjusze apostolscy na Węgrzech akredytowani byli również w Mołdawii.

## Szefowie misji dyplomatycznej Stolicy Apostolskiej na Węgrzech

### Lata 1920 - 1945
- abp Lorenzo Schioppa (10 sierpnia 1920 - 1925) Włoch
- abp Cesare Orsenigo (2 czerwca 1925 - 25 kwietnia 1930[2]) Włoch
- abp Angelo Rotta (1930 - 6 kwietnia 1945) Włoch

### Od 1990
- abp Angelo Acerbi (28 marca 1990 - 8 lutego 1997) Włoch; od 13 stycznia 1994 akredytowany również w Mołdawii
- abp Karl-Josef Rauber (25 kwietnia 1997 - 22 lutego 2003) Niemiec; akredytowany również w Mołdawii
- abp Juliusz Janusz (9 kwietnia 2003 - 10 lutego 2011) Polak
- abp Alberto Bottari de Castello (6 czerwca 2011 - grudzień 2017) Włoch
- abp Michael Blume (4 lipca 2018 - 31 grudnia 2021) Amerykanin
- abp Michael Banach (od 3 maja 2022) Amerykanin